# Rembieszów-Kolonia
Rembieszów-Kolonia – część wsi Rembieszów w Polsce położona w województwie łódzkim, w powiecie zduńskowolskim, w gminie Zapolice.
W latach 1975–1998 miejscowość położona była w województwie sieradzkim.